# Droga powiatowa
Droga powiatowa, Kreisstraße (Abkürzung: DP) ist eine der vier Kategorien von öffentlichen Straßen in Polen, die im Eigentum der jeweiligen Landkreisverwaltung stehen.
Zu den Landstraßen gehören Verbindungsstraßen zwischen Städten, die Kreissitze sind, und den Sitzen der Gemeinden sowie zwischen den Gemeindesitzen untereinander. Die Einstufung in die Kategorie der Landstraßen sowie die Festlegung ihres Verlaufs erfolgt durch einen Beschluss des Rats des Landkreises in Absprache mit der Woiwodschaftsbehörde nach Einholung der Meinungen der Bürgermeister (oder Stadtoberhäupter) der Gemeinden, durch die die Straße verläuft, sowie der Verwaltungen benachbarter Landkreise.
Den Landstraßen in Polen wird eine der drei möglichen Klassen zugewiesen: GP, G, oder Z.